# La ragazza fantasma
La ragazza fantasma è un romanzo chick lit del 2009 di Sophie Kinsella.

## Trama
La vita di Lara, nonostante abbia soltanto ventisette anni, è davvero uno sfascio. Il suo fidanzato l'ha lasciata, ma lei è intenzionata a riprenderselo, e per questo motivo lo perseguita con messaggi e telefonate.
La società di cacciatori di teste, messa su con la sua migliore amica che si è trasferita a Goa e l'ha abbandonata in un mare di guai, non va per niente bene. Per concludere il quadro, la sua famiglia la considera un po' fuori di testa. Lara si renderà conto di essere al limite quando, costretta dai suoi genitori, si ritrova al funerale di una vecchia prozia di centocinque anni che non ha mai conosciuto.
Durante la cerimonia funebre, accade l'evento che cambierà la vita di Lara. Una ragazza bellissima, diafana, vestita con un impeccabile stile anni Venti, le chiede con insistenza: “Dov'è la mia collana? Voglio la mia collana!”.
Lara si chiede chi sia la ragazza, di cosa sta parlando e per quale motivo la veda soltanto lei. La misteriosa ragazza comparsa dal nulla sarà la sua guida, la sua amica più cara e la partner ideale per l'avventura sorprendente che nasce dalla disperata ricerca della tanto amata collana.

## Edizioni
- Sophie Kinsella, La ragazza fantasma, traduzione di Paola Frezza Pavese e Adriana Colombo, collana Omnibus, Arnoldo Mondadori Editore, 2009, ISBN 978-88-04-59379-9.